# 石野站
34°47′41.86″N 134°56′2.18″E / 34.7949611°N 134.9339389°E

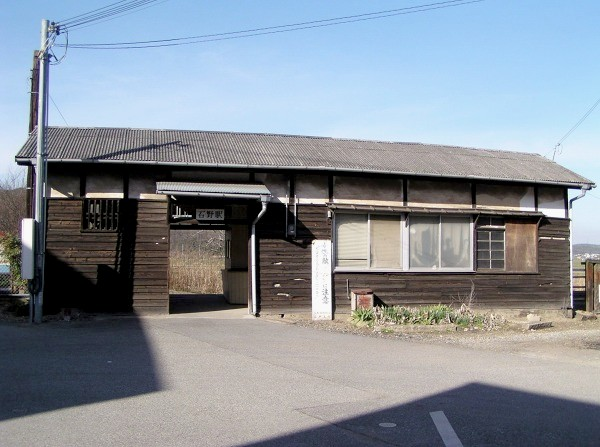
石野站 (2006年3月)

石野站是曾經存在於日本兵庫縣三木市別所町石野，三木鐵道三木線的車站。1916年11月22日啟用，2008年4月1日廢站。